# Benediktinerinnenabtei Simiane-Collongue
Die Benediktinerinnenabtei Simiane-Collongue ist ein Kloster der Benediktinerinnen in Simiane-Collongue (Département Bouches-du-Rhône) in Frankreich. Sie trägt den Namen Abbaye de Sainte-Lioba und existiert seit 1966.

## Geschichte
Das von Hildegard Michaelis gegründete Sankt Lioba-Kloster (nach Lioba von Tauberbischofsheim) im holländischen Egmond aan den Hoef gründete 1966 zwischen Marseille und Aix-en-Provence in Simiane-Collongue (530, chemin des Mérentiers) eine Schwesterngemeinschaft, die 1987 als Monastère Sainte-Lioba kanonisch errichtet und 1997 zur Abtei erhoben wurde. Sie ist Mitglied der niederländischen Kongregation der Benediktinerinnen von Sankt Lioba (lateinischer Name: Sorores Benedictinae Sanctae Liobae Egmundensis), die nicht zur Benediktinischen Konföderation gehört, und wird deshalb von den Benediktinern als „extra Instituta“ geführt. Die Egmonder Liobaschwestern sind nicht zu verwechseln mit den Benediktinerinnen von der heiligen Lioba, die ihren Sitz in Freiburg-Günterstal haben.
1987 wurde neben dem Nonnenkloster gleichzeitig das Benediktinerkloster Saint-Germain errichtet. Beide Klöster sind (in der Nachfolge der Gründerin) in besonderer Weise auf religiöse Kunst ausgerichtet. Von 1997 bis 2010 lebte der emeritierte Trappistenabt André Louf in der Nähe des Klosters. Er schrieb ein Buch über die Gründerin. Derzeit umfasst das Frauenkloster 16 Nonnen.